# Монастирська Людмила Вікторівна
Людмила Вікторівна Монастирська (до шлюбу Повстенко, лат. Liudmyla Monastyrska, 1975, Іркліїв, Черкаська область, Україна) — провідна українська оперна співачка, сопрано (spinto soprano), солістка Національної опери України. Заслужена артистка України (2013). Народна артистка України (2017 р.). Лавреатка Національної премії ім. Шевченка 2014 року за вокальні партії в оперних виставах. У 2015 році за розвиток зв'язків з Італією нагороджена державною нагородою Італійської Республіки — орденом «Зірки Італії». Співає на найпрестижніших оперних сценах світу: «Ла Скала» в Мілані, Королівському театрі Ковент-гарден у Лондоні, «Метрополітен-опера» у Нью-Йорку.

## Біографія
Як сказала Людмила Повстенко в інтерв'ю газеті «День», її батько — бізнесмен, а мати — педагогиня-філологиня, однак у будинку завжди була музика, зокрема, народні пісні, які співала мати і які стали дуже важливими для неї. У музичній школі Людмила навчалася грі на фортепіано. Любов до співу успадкувала від матері, для якої «співати — як дихати!», тому подальшу освіту пов'язала з вокалом.
У 15 років почала вчитися співу в Київському музичному училищі імені Глієра у Івана Гнатовича Паливоди. У 2000 році закінчила Київську консерваторію (нині Національна музична академія України імені П. І. Чайковського), де навчалася вокалу у Діани Петриненко.
У 1996 році почала співати у оперній студії Київської консерваторії. Тут дебютувала в ролі Наталки Полтавки в опері Миколи Лисенка «Наталка Полтавка». Потім виконувала партію Тетяни в опері Петра Чайковського «Євгеній Онєгін», а після закінчення консерваторії стала солісткою цієї студії. У 1997 році завоювала першу премію («Гран-прі») на Міжнародному музичному конкурсі ім. Миколи Лисенка.
Дебютувала в Національній опері України 2008 року в опері Джузеппе Верді «Аїда», у ролі Аїди. У Національній опері виконувала провідні партії для драматичного сопрано: Джоконда («Джоконда»), Сантуцца («Сільська честь»), Амелія («Бал-маскарад»).
Першим спектаклем за кордоном було концертне виконання «Тоски» Джакомо Пуччіні в норвезькому місті Тронгеймі.
У 2010 році співачка виступала у головній партії Тоски Джакомо Пуччіні у Німецькій опері в Берліні, що привело її на фестиваль Пуччіні (Festival Puccini) в Торре дель Лаго, В'яреджо, Італія, під проводом диригента Альберто Веронезі (Alberto Veronesi).
2011 року вона виконувала партію Леді Макбет в опері Верді «Макбет» у Королівському театрі Ковент Гарден у Лондоні, диригував Антоніо Паппано (Antonio Pappano). Партію Макбета виконував відомий британський баритон Саймон Кінлісайд (Simon Keenlyside). Відеозапис вистави «Макбет» був виданий на DVD. Цього ж року давала концерти в Америці, а в 2012 уклала серйозний контракт із берлінською «Німецькою оперою».
У лютому 2012 року виконуваоа партію Аїди в одному з провідних оперних театрів світу «Ла Скала» у Мілані.
23 листопада 2012 року Людмила Монастирська виступила на сцені «Метрополітен-опера» у провідній партії Аїди в однойменній опері Джузеппе Верді і завоювала визнання як у слухацької аудиторії, так і у музичної критики. Музкритикиня газети «The New York Times» Коріна да Фонсека-Вольгайм писала:
| Пані Монастирська, з Києва, України, визнана зірка оперного театру цього міста, прийшла до Метрополітен-опера повністю зрілою артисткою. Вона обдарована соковитим округленим сопрано, яке зберігає свою яскравість навіть на найніжніших нотах. Її «O patria mia» була красиво намальована і розфарбована темними інтонаціями, які додали драматичної інтенсивності.[8] |
Її партнером на сцені був Роберто Аланья, який виконував партію Радамеса. Для цієї версії «Аїди» була організована пряма трансляція з театру Метрополітен на телебаченні високої чіткості для всього світу, у тому числі у кінотеатрах.
У 2013 році Монастирська співала разом з Лео Нуччі та Пласідо Домінґо у лондонському Королівському оперному театрі Ковент-Гарден (Royal Opera House) у опері Верді «Набукко», де виконувала роль Абігаїли. Ця вистава широко транслювалася через Royal Opera House Cinema.
У 2015 році у Валенсії Людмила Монастирська разом із Пласідо Домінго та диригентом Зубіном Метою проспівала 7 вистав опери Верді «Сила долі», у якій вона створила образ Леонори.
Виступаючи на світових сценах, співачка не забуває про своє коріння, про українську народну пісню. Вона виступає на сцені Національної опери України, дає концерти у Національній філармонії України. Крім оперних спектаклів, виконує українські пісні. Серед найулюбленіших:
- Не питай, чого в мене заплакані очі;
- Нащо мені чорні брови, нащо карі очі?;
- О милий мій, молю тебе, зоря зійшла, пусти мене.

| «Дуже пишаюся тим, що я українка! Дякувати Богу, маю змогу представляти українську вокальну школу в найкращих театрах світу. Хай там де я співаю i в якій країні перебуваю, завжди пам’ятаю, звідки я i де моє коріння. Ця думка надихає мене до праці, до творчості, до життя!..»[10] |

## Відгуки критики
- Як стверджує музична критикиня Лариса Тарасенко в газеті «День»[11], зарубіжна критика називає її зіркою світового вокалу, наступницею традицій Соломії Крушельницької, Марії Каллас, Монсеррат Кабальє. За думкою оперної співачки і педагогині Марії Стеф'юк:

| Коли вперше її послухала, то була неймовірно вражена. Адже Людмила Монастирська має фантастичний тембр голосу (могутнє драматичне сопрано)...[11] |
- Головний музичний критик газети «The New York Times» Ентоні Томассіні назвав її голос «рідкістю в опері, справжнім lirico spinto, сопрано, голос який поєднує в собі ліричну м'якість з м'яким, схильним до повноти звуком»[12]. Йому під силу і дзвінкі верхи ліричного сопрано, і драматичний «густіший» звук у середньому регістрі. Цієї весни співачку було номіновано на престижну світову премію International Opera Awards-2015, вона опинилася в рейтингу найкращих вокалістів світу.[7]

## Особисте життя
Виховує двох дітей: дочка Анна (1998 р.н.) та син Андрій (1999 р.н.). Була одружена з солістом Київського муніципального академічного театру опери та балету для дітей та юнацтва Олександром Монастирським.

## Звання та нагороди
- «Гран-прі» міжнародного музичного конкурсу ім. Миколи Лисенка (1997)
- Лауреатка Національної премії України імені Тараса Шевченка (2014)
- Заслужена артистка України (2013)
- Народна артистка України (2017)
- Орден княгині Ольги III ступеня[13]

## Людмила Монастирська співає українські пісні
Будинок звукозапису Національної радіокомпанії України (НРКУ). Оркестр народної та популярної музики НРКУ, дир. С. Литвиненко. 2012 рік:
- «Журавка» [Архівовано 27 березня 2016 у Wayback Machine.] // youtube (О. Білаш / В. Юхимович, 3:13)
- «Ой не світи місяченьку» [Архівовано 30 березня 2016 у Wayback Machine.] // youtube (2:48)
- «Гандзя» [Архівовано 6 квітня 2016 у Wayback Machine.] // youtube (Д. Бонковський, 2:55)
- «Не питай» // youtube (обр. Л. Ревуцького, 3:43)
- «Чотири воли пасу я» [Архівовано 30 березня 2016 у Wayback Machine.] // youtube (обр. А. Кос-Анатольського, 4:10)
- «Спать мені не хочеться» // youtube (муз. С. Гулака-Артемовського, 2:44)
- «Нащо мені чорні брови» [Архівовано 3 квітня 2016 у Wayback Machine.] // youtube (на вірші Т. Шевченка, 3:24)